# Catherine Desnitski
Catherine Desnitski ou Kateryna Ivanivna "Katya" Desnitska (en Modèle:Lang-ukr), née le 27 avril 1886 à Loutsk Ukraine et morte le 3 janvier 1960 à Neuilly-sur-Seine, ou Mom Katerin au Siam, était une noble ukrainienne, participante à la guerre russo-japonaise et détentrice de la croix de Saint-Georges (1904).
Elle était l'épouse du prince siamois Chakrabongse Bhuvanath (entre 1906-1919), second fils du roi Rama V, rencontré en 1904 alors qu'il recevait une formation militaire à Saint-Pétersbourg. L'histoire de leur amour est décrite dans plusieurs ouvrages littéraires, dont notamment Katya and the Prince of Siam.
En 1919, elle part pour Shanghai, où vit une importante diaspora russe. Elle a ensuite épousé l'Américain Harry Clinton Stone. Par la suite, ils ont déménagé à Paris, où Catherine Desnitski a passé le reste de sa vie.

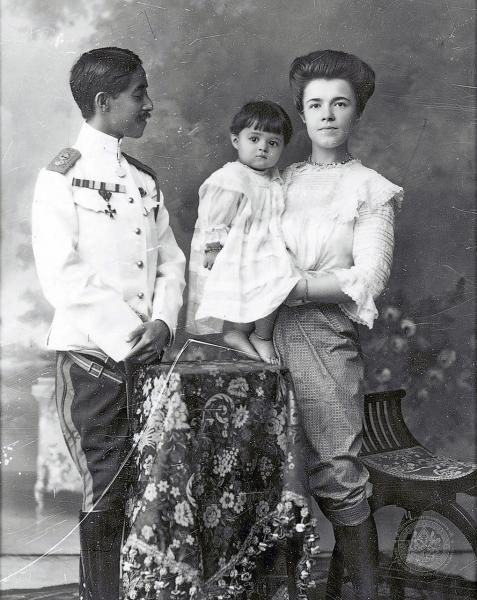
Chakrabongse Bhuvanath, prince de Phitsanulok, le prince Chula Chakrabongse et Catherine Desnitski, avant 1919.

## Biographie

### Enfance et jeunesse
Catherine Desnitski naît le 27 avril 1886 ou le 9 mai 1888. Ses parents ont chacun été mariés et ont eu des enfants — deux enfants pour la mère de Catherine, cinq pour son père — avant l'union qui a donné naissance à Catherine et son frère Ivan[réf. souhaitée]. Son père est un homme qui a étudié pour devenir juriste et a travaillé dans un tribunal ; il devient membre de la chambre du tribunal de district de Kiev, devenant par la même occasion un noble.
Catherine a deux ans lorsque son père meurt. Elle grandit à Kiev, Ukraine, qui fait alors partie de l'Empire russe. Sa famille, autrefois riche, s'est fortement appauvrie. Sa mère meurt en 1903, alors que Catherine a seize ans ; la jeune fille rejoint alors son frère Ivan qui étudie à Saint-Pétersbourg et y devient infirmière (sœur de la Miséricorde).

### Engagements lors de la guerre russo-japonaise de 1904-1905
Durant la guerre russo-japonaise de 1904-1905, alors qu'elle a dix-sept ans, elle se porte volontaire pour aller au front, malgré les tentatives de son prétendant, le prince du Royaume de Rattanakosin Chakrabongse Bhuvanath (1883-1920,), de la retenir dans la capitale russe. Elle en reviendra avec plusieurs décorations militaires.

### Mariage avec le prince Chakrabongse Bhuvanath
Elle et le prince Chakrabongse Bhuvanath décident ensuite de se marier, gardant ce projet secret durant un temps ; leur union a lieu à Constantinople en 1906, puis ils voyagent au Caire avant de passer par Port-Saïd puis de gagner l'Asie. Catherine appréhende notamment la réception de la nouvelle de ce mariage dans leurs deux familles et pays. Le prince rentre d'abord à Bangkok sans indiquer qu'il s'est marié — son père, le roi Rama V, bien qu'ayant établi plusieurs réformes dans son pays, n'est pas prêt à accueillir une belle-fille d'origine étrangère, d'autant que le prince Chakrabongse Bhuvanath est second sur la liste des héritiers potentiels du trône —, puis, au bout de trois semaines, une fois la nouvelle éventée, il organise l'arrivée de Catherine, restée momentanément à Singapour.
Durant les deux premières années de présence de Catherine Desnitski dans le royaume, celle-ci apprend la langue thaïe et l'anglais, et se rapproche également peu à peu de la reine Saovabha Phongsri, qui initialement, refusait aussi ce mariage. Catherine n'est pas accueillie au palais royal, ni à certaines cérémonies à l'étranger où est invité le prince Chakrabongse[réf. souhaitée]. Catherine et Chakrabongse deviennent les parents du premier petit-fils du coupe royal, Chula Chakrabongse (1908-1964),. Lorsque le frère aîné du prince Chakrabongse accède au trône, il reconnaît le mariage du couple< et Catherine est nommée duchesse de Bisnulok tandis que son époux en est prince titulaire (ville qui deviendra plus tard  Phitsanulok). Le jeune couple habite dans le palais Paruskavan à Bangkok. Catherine relate aussi dans ses lettres son étonnement quant à certaines coutumes de son nouveau pays. Chrétienne orthodoxe dévouée, Catherine découvre et apprécie le Bouddhisme.
Catherine et Chakrabongse voyagent dans leur pays et en Europe, parfois la jeune femme voyage seule, tandis que son époux progresse dans sa carrière militaire et est souvent en déplacement.
Durant la Première guerre mondiale et à la suite de la révolution de 1917 en Russie, Catherine Desnitski s'inquiète pour son pays d'origine et sa famille. Tandis que Catherine Desnitski est en voyage, le prince se rapproche de l'une de ses nièces de 15 ans, la princesse Chavalit et souhaite l'avoir comme seconde épouse, ce qui correspond à une tradition du pays ; le couple formé par Catherine et Chakrabongse divorce en 1919,. Catherine Desnitski refuse un gros don financier de la part de son ancien époux, et un cadeau du roi Rama VI, au profit d'une rente annuelle de 1 200 livres.

### Installation en Chine
Catherine Desnitski rejoint son frère Ivan, qui est directeur du Chemin de fer oriental chinois, à Pékin, en Chine. Elle entre dans la Société russe de bienfaisance afin d'aider les nombreux réfugiés démunis présents dans la ville et s'y consacre.
Catherine Desnitski est présente lors des funérailles du prince Chakrabongse, à Bangkok, en 1920 ; celui-ci était âgé de 37 ans,.
À Pékin, Catherine Desnitski épouse un ingénieur américain ; le couple s'installe à Paris, en France, puis à Portland, dans l'Oregon.

### Mort
Catherine Desnitski meurt le 3 janvier 1960 à Neuilly-sur-Seine, âgée de 73 ans, et est enterrée à Paris.

### Descendance et héritage

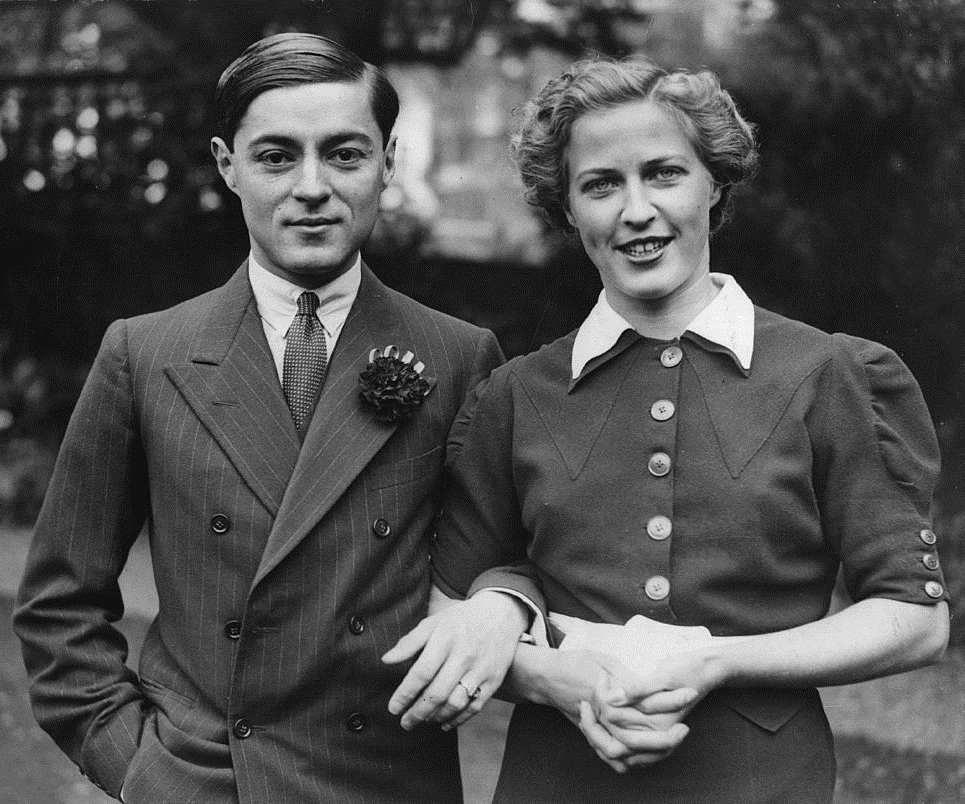
Le prince Chula Chakrabongse et Elizabeth Hunter, en 1936.

Le prince Chula Chakrabongse demeure dans le royaume de Siam durant son enfance, puis étudie en Angleterre, pays dans lequel il vivra jusqu'à la fin de sa vie[réf. souhaitée]. Il y épouse Elizabeth Hunter, une anglaise, et ce couple donne naissance à Narisa Chakrabongse, ; cette dernière a coécrit avec sa tante maternelle, Eileen Hunter, le livre biographique Katya and the prince of Siam (Katya et le prince de Siam). Narisa Chakrabongse a elle-même pour fils le musicien Julachak Jakrapong, connu sous le nom de scène Hugo.

## Ballet
Le Ballet du théâtre du Kremlin a adapté en ballet l'histoire de Katya et le Prince Chakrabongse. Celui-ci a été représenté lors du Festival international de danse et de musique de Bangkok (Bangkok’s International Festival of Dance and Music) en 2003.